# ホンダ・RA621H

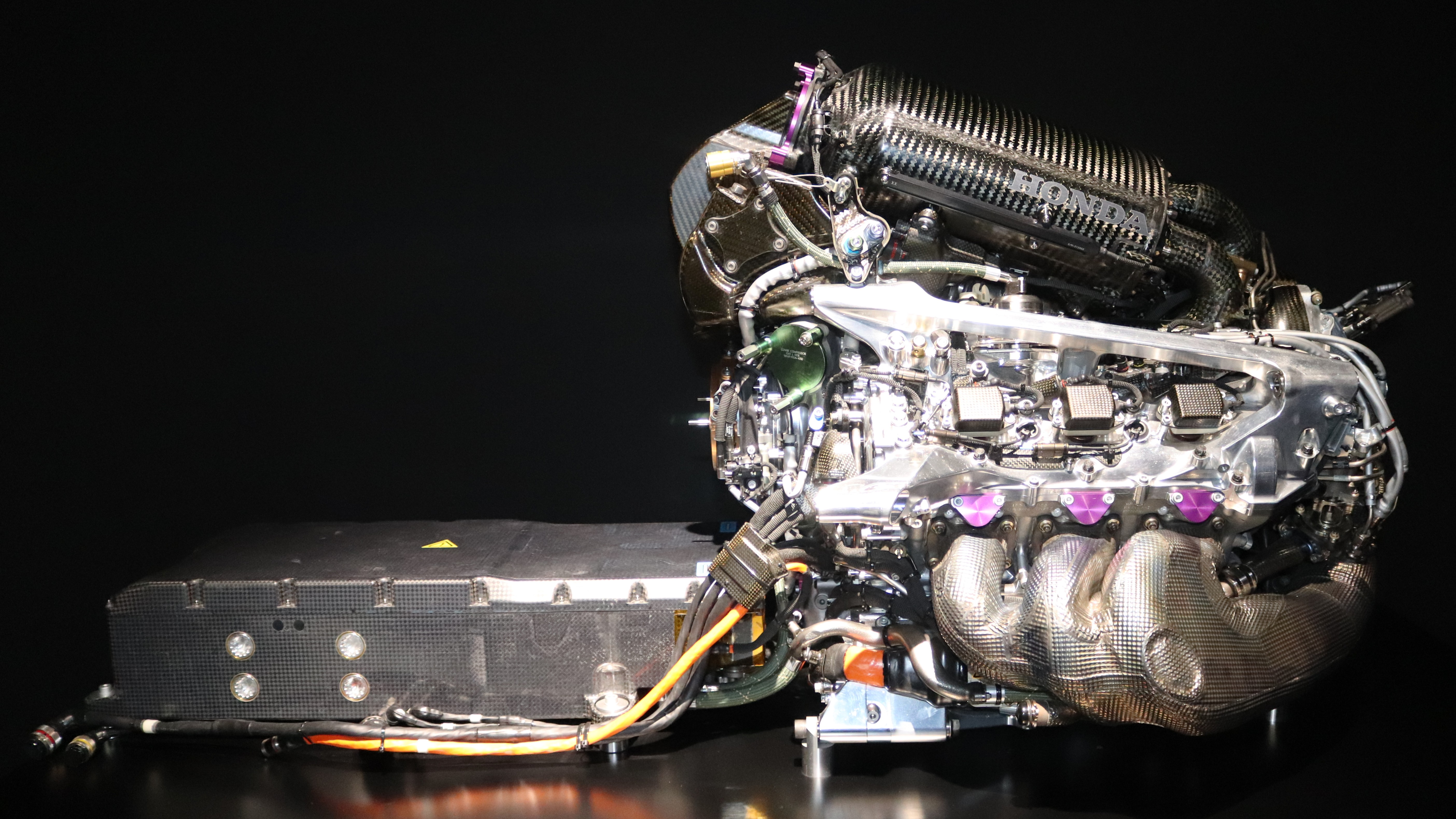
ホンダ・RA621H

ホンダ・RA621Hは、本田技研工業（ホンダF1）とホンダ・レーシングが2021年のF1世界選手権用に開発・製造したフォーミュラ1カー（F1カー）のレシプロエンジンである。開発総責任者（ラージプロジェクトリーダー、LPL）は過去のホンダF1開発に携わり、ホンダ・N-BOXの開発責任者としても知られる本田技術研究所の浅木泰昭、現場責任者（テクニカルディレクター）は田辺豊治。

## 概要

### スペック
骨格
従来のホンダF1製エンジンとは骨格が大きく異なる。従来のエンジンの骨格はレーシングエンジンとしては一般的なアルミ鋳物であるが、RA621Hの新たな骨格は高強度アルミ合金の総削り出しとなっている。
パワーユニット
最低重量は150kg。内燃機関（ICE）、モータージェネレーターユニット-キネティック（MGU-K）、モータージェネレーターユニット-ヒート（MGU-H）、エネルギーストア（ES）、ターボチャージャー（TC）、コントロールエレクトロニクス（CE）で構成されている。
内燃機関
エネルギー回生システム（ERS）併用MGU-H。エンジン形式はV型6気筒。排気量は1,600cc（1.6L）以下。最高回転数は15,000rpm。バンク角は90度。バルブ数は24。最高燃料流量は100kg / 時（10500rpm以上）、燃料消費量は1レースあたり110kg（F1レギュレーション規定限界量）、燃料噴射直はシングルインジェクター / 最大500バール、過給方式はシングルステージコンプレッサーエキゾーストタービン。
エネルギー回収システム
モータージェネレーターユニットハイブリッド式エネルギー回収、クランクシャフト連結電気式MGU-K、ターボチャージャー連結電気式MGU-Hエネルギーストアによって構成されている。リチウムイオン電池を20〜25kg搭載。MGU-K最高回転数は50000rpm。最大パワー：120kW。最大エネルギー回生は1周あたり2MJ。最大エネルギーデプロイメント：1周あたり4MJ。MGU-Hの最高回転数は125000rpm。最大エネルギー回生は上限なし、最大エネルギーデプロイメントも上限なしである。
トランスミッション
ギアボックスはカーボンファイバー縦置きコンポジットケース、ギア比は前進8速＋リバース1速、ギアセレクト：油圧式シームレスシフト。ディファレンシャルは遊星歯車機構。クラッチは油圧式カーボンマルチプレート。
《出典なき記述:》

## 2021年のF1世界選手権での搭載

### レッドブル・RB16B

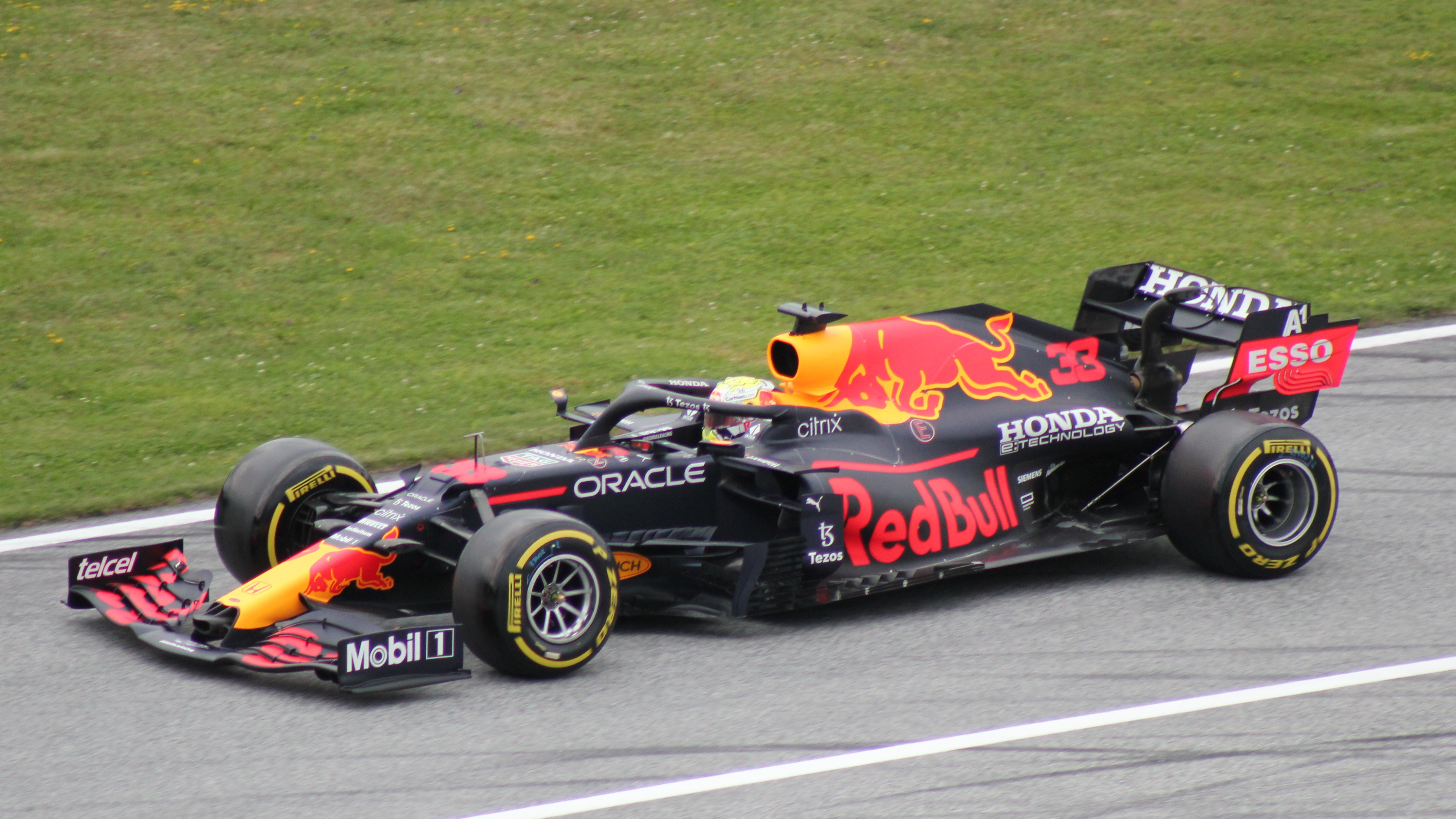
レッドブル・RB16B

レッドブル・レーシングが開発した、ホンダ製のパワーユニットを搭載する車体としては3年目になるレッドブル・RB16Bに搭載された。燃料及びオイルはモービル1（エクソンモービル）を使用した。そして、レッドブル・ホンダはドライバーズタイトルを獲得。ドライバーはマックス・フェルスタッペンとセルジオ・ペレス。

### アルファタウリ・AT02

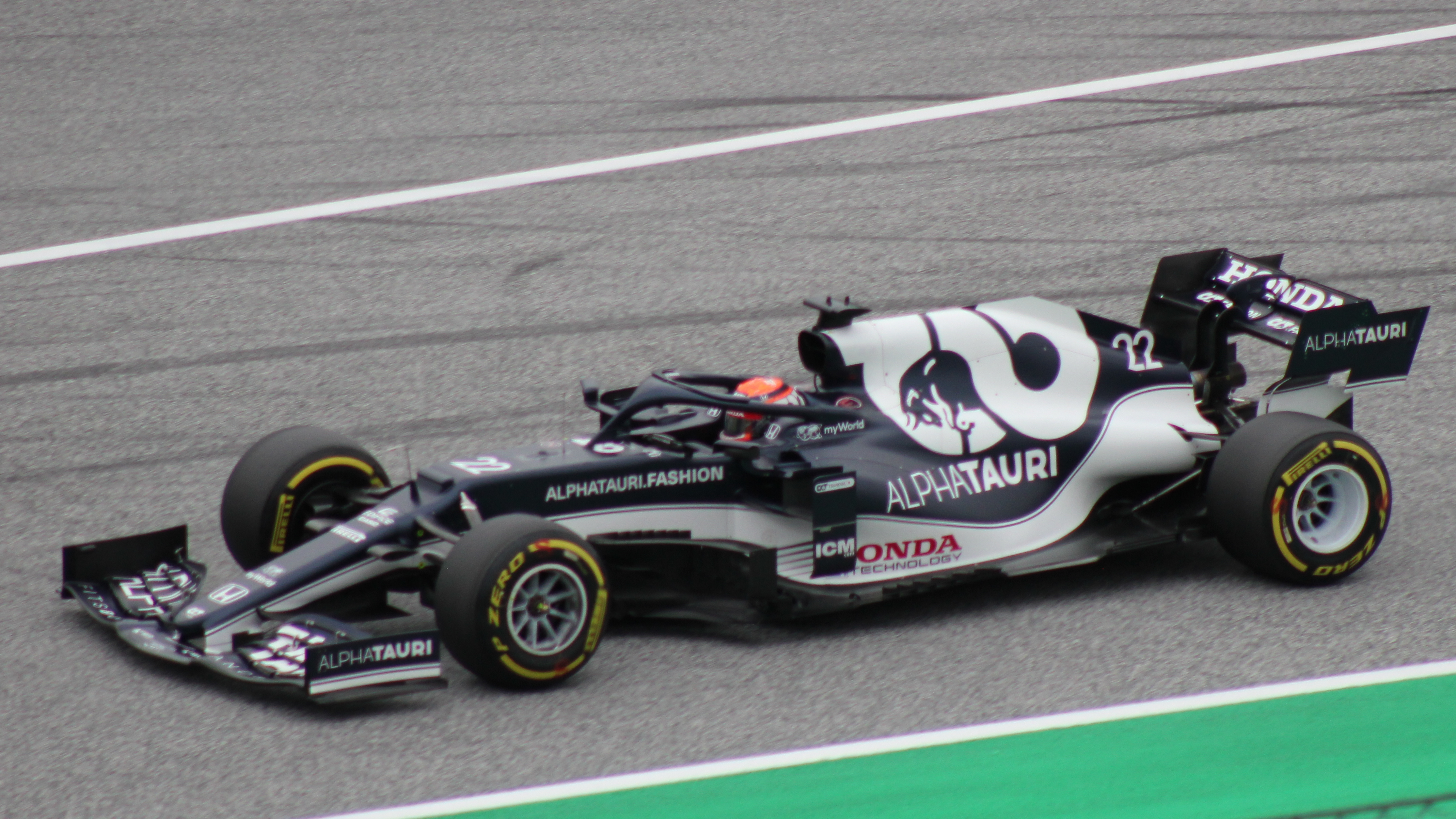
アルファタウリ・AT02

スクーデリア・アルファタウリが開発したアルファタウリ・AT02に搭載。燃料及びオイルは、レッドブル同様にモービル1（エクソンモービル）を使用した。ドライバーは角田裕毅とピエール・ガスリー。